# Gösta Nystroem
Gösta Nystroem (13. oktober 1890 – 9. august 1966) var en svensk komponist. Han studerede komposition i Stockholm (1913  - 1914), København (1916 - 1920) og i Paris, hvor han også var bosat fra 1920 til 1932. Tidligt interesserede han sig derudover for maleriet, og han var en af de første svenske malere, der påvirkedes af kubismen. I Paris giftede han sig med billedhuggerinden Gladys Herman (1891 - 1946). Tilbage i Sverige boede han mest i Gøteborg-området, også  under sit andet ægteskab, indgået i 1950 med malerinden Liliane Nystroem (1924 - 1987). 
Nystroem foretog mange rejser, og et af de kendteste værker, orkesterværket Ishavet (1924 - 1925) var bl.a. inspireret af ekspeditioner til Spitsbergen og Grønland, sammen med polarforskerne Roald Amundsen og Knud Rasmussen. Værket udarbejdedes til dels under Maurice Ravels vejledning i Paris. Skildringer af livet ved og på havet er et af de gennemgående temaer i Nystroems musik.
Nystroem har skrevet syv symfonier - Sinfonia Breve (1929 - 1931), Sinfonia Espressiva (1935 - 1937), Sinfonia del Mare (1948 - 1949), Sinfonia Shakespereana ("Shakespere" her efter samtidig stavemåde; 1951 - 1952), Sinfonia Seria (1963), Sinfonia di Lontana (1963), samt Sinfonia Tramontana (1965).
Derudover bl.a. scenemusik til Shakespeares "Stormen", en opera ("Herr Arnes Penningar", 1958), samt koncerter for bratsch ("Hommage a la France", 1941), cello ("Sinfonia Concertante" 1944; revideret 1952), violin (1943 - 1954) og klaver (1959); to koncerter for strygeorkester, en strygekvartet; samt en række sange, heriblandt samlingerne "Sånger vid Havet" (1942) og "Själ och Landskap: Nya Sånger vid Havet" (1950). 
De fleste af Nystroems større værker er efterhånden blevet indspillet på LP og CD.

## Udvalgte værker
- Lille Symfoni (Sinfonia Breve) (1929-1931) - for orkester
- Symfoni "Espressiva" (1935-1937) - for orkester
- Symfoni "Del Mare" (1947-1948) - for orkester
- Symfoni "Shakespeariana" (1952) - for orkester
- Symfoni "Seria" (1963) - for orkester
- Symfoni "Di Lontana (1963) - for orkester
- Symfoni "Tramontana" (1965) - for orkester
- Symfoni Koncertante (1944) - for cello og orkester
- Ishavet (1924-1925) - for stort orkester
- Rondo capriccioso (1927) - for orkester